# Морщинін Костянтин Андрійович
Костянтин Андрійович Морщинін (16 травня 1904, станиця Григоріполіська Лабінського відділу Кубанської області, тепер Ставропольського краю, Російська Федерація — 19 січня 1973, місто Орджонікідзе, тепер місто Владикавказ, Російська Федерація) — радянський партійний діяч, 1-й секретар Пензенського обласного комітету ВКП(б). Депутат Верховної ради СРСР 2-го скликання.

## Біографія
Народився в родині теслі. З липня до вересня 1916 року працював пастухом у купця. З вересня 1916 до квітня 1917 року — учень сільської школи в станиці Григоріполіській Лабінського відділу. З квітня 1917 до січня 1920 року наймитував у заможних селян станиці Григоріполіської та прилеглих хуторів.
У січні 1920 — січні 1921 року — чорнороб цукрового заводу в селищі Гулькевичі Лабінського відділу. З січня 1921 до січня 1922 року наймитував у заможного селянина станиці Григоріполіська. У січні 1922 — січні 1924 року — підмайстер у шевця-кустаря в станиці Григоріполіській. З січня 1924 до березня 1925 року — підручний теслі за наймом у приватних осіб. У 1924 році вступив до комсомолу.
У березні — листопаді 1925 року — секретар комсомольського осередку державного конезаводу «Восход» станиці Григоріполіській.
У листопаді 1925 — жовтні 1927 року — завідувач агітаційно-пропагандистського відділу Григоріполіського районного комітету ВЛКСМ.
Член ВКП(б) з жовтня 1926 року.
У жовтні 1927 — жовтні 1929 року — секретар сільського партійного осередку станиці Ново-Михайлівська Кропоткінського району Північнокавказького краю.
У жовтні 1929 — вересні 1930 року — голова колгоспу «Путь Ленина» станиці Ново-Михайлівська Кропоткінського району Північнокавказького краю та, одночасно, старший інструктор Кропоткінської районної колгоспспілки.
У вересні 1930 — лютому 1932 року — студент сільськогосподарської практичної академії імені Андреєва в місті Новочеркаську.
З лютого 1932 до січня 1933 року працював викладачем суспільствознавства (марксизму-ленінізму) сільськогосподарської практичної академії імені Андреєва. У січні 1933 — березні 1934 року — викладач марксизму-ленінізму та секретар партійного комітету Вищої комуністичної сільськогосподарської школи імені Андреєва в місті Новочеркаську.
У березні 1934 — червні 1936 року — заступник начальника політичного відділу із партійно-масової роботи та секретар партійного комітету, в червні 1936 — червні 1938 року — начальник політичного відділу Роговського зернорадгоспу станиці Новороговська Єгорлицького району Азово-Чорноморського краю.
У червні — грудні 1938 року — 1-й секретар Єгорлицького районного комітету ВКП(б) Ростовської області.
У січні — лютому 1939 року — відповідальний організатор відділу керівних партійних органів ЦК ВКП(б) у Москві.
23 лютого — грудень 1939 року — 3-й секретар Алтайського крайового комітету ВКП(б).
У грудні 1939 — березні 1942 року — 2-й секретар Алтайського крайового комітету ВКП(б).
У березні — червні 1942 року — відповідальний організатор Управління кадрів ЦК ВКП(б) у Москві.
У червні 1942 — лютому 1949 року — 1-й секретар Пензенського обласного комітету ВКП(б). Одночасно з червня 1942 до лютого 1949 року — 1-й секретар Пензенського міського комітету ВКП(б).
У лютому 1949 — квітні 1950 року — слухач курсів перепідготовки перших секретарів обкомів при ЦК ВКП(б) у Москві.
У квітні 1950 — жовтні 1952 року — представник Ради у справах колгоспів при Раді міністрів СРСР по Північно-Осетинській АРСР.
У жовтні 1952 — квітні 1953 року — представник Ради у справах колгоспів при Раді міністрів СРСР по Дагестанській АРСР.
У квітні 1953 — лютому 1954 року — завідувач сільськогосподарського відділу Дагестанського обласного комітету КПРС.
У лютому 1954 — червні 1955 року — заступник міністра сільського господарства Північно-Осетинської АРСР — начальник Управління сільськогосподарської пропаганди і науки Міністерства сільського господарства Північно-Осетинської АРСР.
У червні 1955 — 1959 року — в.о. голови, голова виконавчого комітету Промишлєнної районної ради депутатів трудящих міста Орджонікідзе Північно-Осетинської АРСР.
З 1959 року — персональний пенсіонер союзного значення в місті Орджонікідзе (Владикавказі).
Помер 19 січня 1973 року.

## Нагороди
- орден Трудового Червоного Прапора (11.05.1942)
- медалі